# Heb Sed
Heb Sed, Fiesta Sed  o Fiesta de renovación real fue posiblemente la más importante celebración de los soberanos del antiguo Egipto. El propósito de esta festividad parece haber sido la renovación de la fuerza física y la energía sobrenatural del faraón.

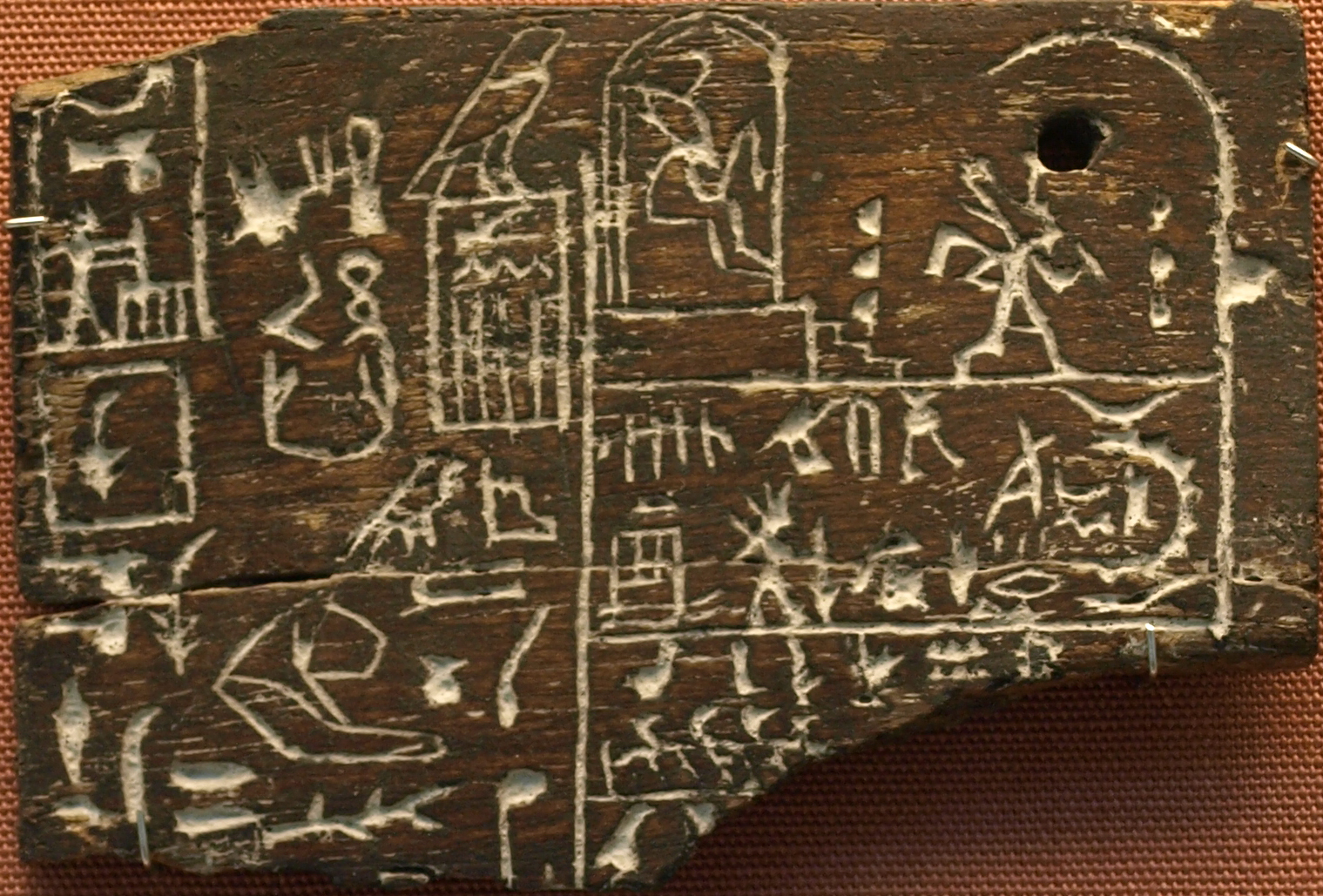
Tablilla epónima del faraón Den describiendo su Heb Sed, hallada en su tumba de Abidos. British Museum.

Está documentada, junto a otras fiestas egipcias, en la Piedra de Palermo desde tiempos de la primera dinastía, perdurando hasta el periodo Ptolemaico, cuando esta ceremonia fue traducida al griego como "fiesta de los treinta años". Algunos faraones, como Amenhotep III y Ramsés II, parecen haber celebrado su primer Heb Sed durante el año 30.º o 31.º de su reinado y posteriormente cada tercer año, estimándose que fue la norma general para celebrar la fiesta, aunque hubo algunas excepciones. 
No perdura ningún manuscrito que relate claramente esta fiesta quedando solo inscripciones pictóricas como únicos testimonios, donde se representan diversos episodios pero sin especificar el orden de los acontecimientos. Uno de los conjuntos de escenas mejor preservados se encontró en el Templo Solar del faraón Nyuserra-Iny, en Abu Gurab, aunque los bajorrelieves del templo se hallan dispersos en varias colecciones.
Las fiestas Sed se celebraban el primer día del mes de Tybi en la estación de Peret, más o menos el primer mes de invierno y duraban 10 días.

## Ceremonias principales del festival Sed

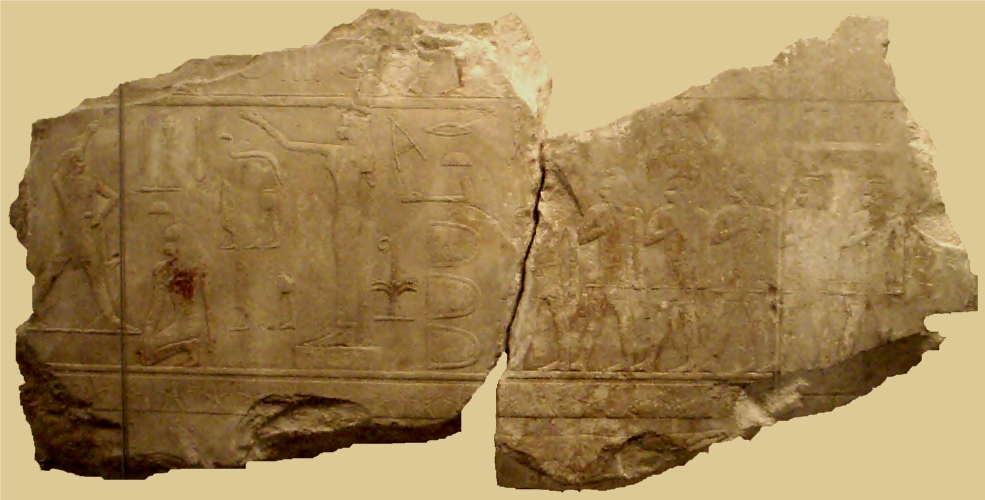
Bajorrelieves mostrando el Heb Sed de Seneferu.

- Comienzo del Heb Sed con algunos rituales de fundación.
- El faraón revisando trabajos edificatorios y el censo del ganado.
- La procesión: el rey aparece por primera vez con la indumentaria del Heb Sed, a su lado aparecen los hijos del rey.
- La ceremonia en el edificio: procesión de los muebles (con forma de león) para el renacimiento y la regeneración del faraón.
- Egipcios de todas las regiones del país aparecen ante el rey.
- Los egipcios comparecen de nuevo ante el rey.
- La procesión del dios Min.
- El rey ante la capilla de Upuat, donde se unta ungüento. El rey cambia su indumentaria para la carrera ritual. Esta carrera parece ser la parte más importante del festival. Simboliza frecuentemente todo el festival.
- El censo de ganado, con presentación de los ganados a los dioses.
- El rey toma asiento en la silla gestatoria.
- Procesión de rey en la silla.
- El rey erige un pilar dyed como símbolo de estabilidad y dispara flechas en dirección a los cuatro puntos cardinales para proteger y mantener alejados a los enemigos.

| H | b | s | d · Aa11 | W4 | O23 | \| \| | W4 | s | d · Aa11 | O23 |
|   |   |   |          |    |     |       |    |   |          |     |

|  |

| H | b | s | d · Aa11 | W4 | O23 | \| \| | W4 | s | d · Aa11 | O23 |
|   |   |   |          |    |     |       |    |   |          |     |

|  |